# Renata Rossi
Renata Rossi (geboren 1953 in Chiavenna) ist eine italienische Kletterin, Bergsteigerin und Bergführerin. Sie ist die erste Frau, die die Prüfung zur Bergführerin in Italien bestand und eine der ersten in Europa überhaupt. Sie arbeitet bis heute (Stand 2024) hauptberuflich als Bergführerin.

## Leben, Ausbildung und Beruf
Rossi wurde 1953 in Chiavenna geboren und verbrachte ihre gesamte Kindheit im Val Bregaglia, in der italienischen Provinz Sondrio nahe zur Schweizer Grenze. Sie selbst beschreibt ihre Kindheit als schön und wild, sie war in ihrer Freizeit mit Freunden und Geschwistern zu jeder Jahreszeit in den Wäldern rund um ihre Heimat unterwegs. Bereits im Alter von 10 Jahren wanderte sie mit anderen Kindern auf die Berge, da alle neugierig gewesen seien, was dahinter ist.
Nach dem Besuch des humanistischen Gymnasiums studierte sie drei Jahre Psychologie und ein Jahr Medizin an der Universität Padua. Ab 1974 bewirtschaftete sie parallel dazu für drei Sommer die Sasc-Furä-Hütte unterhalb des Piz Badile in den Bergeller Bergen zusammen mit Renata Pool. In dieser Zeit reifte in ihr der Entschluss Bergführerin zu werden. Ihr war klar geworden, dass ihr die Berge und das Klettern wichtiger waren als eine Karriere in der Stadt. Im Jahr 1981 wurde sie Aspirantin für Bergführer, 1984 bestand sie die Bergführerprüfung als erste Frau in Italien und eine der ersten in Europa. Später wandte sie sich auch dem Canyoning zu. Rossi arbeitet bis heute (Stand 2024) hauptberuflich als Bergführerin und ist Mitglied des Bergführerverbandes Valchiavenna (Associazione Guide Alpine Valchiavenna).
Rossi veröffentlichte mehrere Aufsätze, in denen sie sich mit der Schönheit der Natur ihrer Heimat auseinandersetzt und auch die Naturzerstörung anprangert.

## Alpinistische Karriere
Rossi war bereits in jungen Jahren sehr sportlich, wandte sich aber erst im Alter von 19 Jahren dem Klettern zu. Sie lernte einige Kletterer kennen; vor allem die Begegnung mit Renata Pool, die bereits kletterte, war entscheidend. Rossi verdankte Pool die ersten ernsthaften Klettereien.
1977 nahm Rossi an der italienischen Expedition zum Annapurna III (auch Annapurna-Himal, 7577 m) im Himalaya teil, 1979 und 1980 kletterte sie viel in den tschechischen Sandsteinklettergebieten von Adršpach, Teplice und Český ráj. Neben der Eröffnung vieler Routen in ihrem Heimattal hat sie den größten Teil der Alpen besucht. Ihr gelangen in den folgenden Jahren viele klassische Klettertouren am Mont Blanc, am Monte Rosa und in den Dolomiten. Besonders viel ist sie in den Bergeller Bergen unterwegs, hier gelangen ihr Neutouren und erste Wiederholungen schwieriger Touren im Bondasca- und Albignagebiet sowie etliche Winterbegehungen und Zweitbegehungen. Der Piz Badile blieb aber ihr bevorzugter Berg, an dem sie viel Zeit verbrachte.
Bereits als sehr junge Frau führte sie Touren wie die Badile-Nordkante (IV), die Nordkante der Piz Gemelli (V) oder der Nordwestpfeiler des Cengalo (VI). Später gehörten zu den wichtigsten Begehungen die Via Chiara (VI) am Tropfenpfeiler des Badile, an der Punta Sant’Anna die Via Bonatti (VI) oder an der Badile Nordwand die Cassin-Führe (VI). Auch Winterbegehungen wie der Via Klicker an der Punta Sant’Anna gehörten zu ihrem Repertoire, obwohl oder weil gerade diese besonders schwierig ist. Auch Erstbegehungen sind Rossi gelungen, wie etwa der Tour Flammeninferno, ein extremes Couloir an der Cima del Cantun im Albignagebiet.
Im Jahr 1982 nahm sie am „Women’s International Rock Climbing Meet“ in England teil, bei dem sie die Gelegenheit hatte mit Catherine Destivelle, Silvia Metzeltin oder Alison Hargreaves zu klettern.

## Bedeutung als Vorbild und „Eisbrecherin“
Kaum ein Beruf ist so männlich geprägt wie Bergführer, es gibt nur wenige Bergführerinnen. Da Rossi die erste Frau war, die in Italien die Ausbildung begann, hatte sie auch mit Frauenverachtung und männlich-chauvinistische Vorurteile zu kämpfen. Oder wie Rossi es beschreibt, es wehte ihr ein „kalter Wind“ entgegen. Etwa wenn Kollegen drohten, ihr Diplom wegzuwerfen, sollte eine Frau Bergführerin werden. Oder wenn Kollegen sie einen ganzen Abend auf der Hütte ignorierten. In einem Interview sagte sie einmal „(…) als erste Mädchen mussten wir mehr kämpfen, da wir als „Versuchskaninchen“ eine ganze Reihe von psychologischen Konditionierungen überwinden mussten – von einigen Ausbildern und bestimmten neidischen Schülern.“ Auf der anderen Seite lobte sie den technischen Leiter des Kurses, Gigi Mario, der sehr ausgleichend gewirkt hätte. Trotzdem wäre es sehr hart gewesen, in den Worten von Rossi: „Während man sich nach und nach an die Umstände gewöhnt, kann man sich an die bösen Zungen, an Situationen der Gleichgültigkeit und der dummen Hintergedanken, die im Umfeld der Bergführerausbildung entstehen, kaum … anpassen.“
Rossi war die erste Frau, die in Italien die Bergführerprüfung bestand, erst 1986 erreichten Nicole Niquille in der Schweiz und 1988 Gudrun Weikert in Deutschland ebenfalls das Bergführerdiplom. Rossi ist in einen von Männern beherrschten Beruf eingebrochen und hat dieses Berufsbild in Bewegung gebracht – auch aufgrund ihrer Persönlichkeitsstruktur, ihrer Naturverbundenheit und der menschlichen Dimension, die sie ins Bergsteigen brachte. Rossi meint, dass die menschliche Herangehensweise bei der Übermittlung der Emotionen, die die Bergwelt vermitteln kann und die Sensibilität dafür wichtige Punkte sind und nicht nur die technisch-sportliche Herausforderung.
Nach Rossi vergingen fast 30 Jahre, bis 2013 die nächste Frau in Italien das Bergführerdiplom erhielt. Ende 2019 befanden sich unter den insgesamt 1129 geprüften Bergführern in Italien nur 16 Frauen.
Rossi wurde eine 300 m hohe Klettertour am Monte Colodri bei Arco im 7. Schwierigkeitsgrad gewidmet, die als Klassiker gilt. In Erinnerung an die Freundschaft mit Renata Pool ist beiden die Route „Alle due Renate“ an der Punta Trubinasca im Bergell gewidmet.